# 单花韭
单花韭（学名：Allium monanthum）是葱科葱属的植物。分布于朝鲜、日本以及中国大陆的吉林、河北、黑龙江、辽宁等地，生长于海拔100米至800米的地区，多生长于山坡以及林下，目前已由人工引种栽培。

## 别名
矮韭